# Сильва, Лоренсо
Лоре́нсо Мануэ́ль Си́льва Амадо́р (исп. Lorenzo Manuel Silva Amador; род. 7 июня 1966, Мадрид) — испанский писатель, известный своими детективами, где двумя главными героями являются сержант жандармерии Бевилаква и капрал Вирджиния Чаморро. Пишет рассказы, эссе и прозу для детей и юношества.

## Биография
Родился в 1966 году в Мадриде. Окончил юридический факультет Мадридского университета Комплутенсе. Помимо адвокатской карьеры он также занимался аудиторской деятельностью и был налоговым консультантом.
Колумнист, лектор, организатор культурных мероприятий, эссеист и писатель, Лоренсо Сильва стал автором множества романов, рассказов, статей и литературных эссе, благодаря которым заслужил мировое признание. Его произведения были переведены на такие языки, как итальянский, французский, немецкий, греческий, португальский.
Лауреат премии «Критический взгляд» (1998) и премии Надаль (2000) за произведение «Нетерпеливый алхимик» (исп. «El alquimista impaciente»), переведенное на несколько языков. В 2004 г. получил премию. Primavera de Novela
Роман «Синдром большевика» (исп. La flaqueza del bolchevique) стал финалистом премии Надаль в 1997 г. и впоследствии лег в основу сценария одноименной кинокартины.
15 ноября 2010 года получил звание «Почётного жандарма» за вклад в создание положительного образа этого подразделения внутренних войск.
Лауреат премии «Планета» 2012 года за роман «Метка меридиана» (исп. La marca del meridiano).

## Романы
- Ноябрь без фиалок (исп. Noviembre sin violetas (1995, ediciones Libertarias; 2000, Destino)
- Внутренняя субстанция (исп. La sustancia interior (1996, Huerga & Fierro; 1999, Destino)
- Синдром большевика (исп. La flaqueza del bolchevique (1997, Destino). Finalista del Premio Nadal.
- Далекий край прудов (исп. El lejano país de los estanques (1998, Destino). Premio El Ojo Crítico.
- Скрытый ангел (исп. El ángel oculto (1999, Destino)
- Писсуар (исп. El urinario (1999, Pre-Textos; 2007, Destino)
- Нетерпеливый алхимик (исп. El alquimista impaciente (2000, Destino). Premio Nadal. Человек из наших (El nombre de los nuestros (2001, Destino)
- Остров на краю судьбы (исп. La isla del fin de la suerteo (2001, Círculo de Lectores)
- Туман и барышня (исп. La niebla y la doncella (2002, Destino))
- Картбланш (исп. Carta blanca (2004, Espasa). Premio Primavera de Novela)
- исп. Nadie vale más que otro. Cuatro asuntos de Bevilacqua (2004, Destino). Libro de 4 relatos.
- Королева зеркала (исп. La reina sin espejo (2005, Destino).
- Смерть в реалити шоу (исп. Muerte en el "reality show" (2007, Rey Lear)
- Блог следователя (исп. El blog del inquisidor (2008, Destino)
- Стратегия воды (исп. La estrategia del agua (2010, Destino).
- Свирепые детки (исп. Niños feroces (2011, Destino)
- Линия меридиана (исп. La marca del meridiano (2012, Planeta). Premio Planeta.)